# Безуглий Микита Сергійович
Мики́та Сергі́йович Безу́глий (нар. 1 серпня 1995, Волноваха, Донецька область, Україна) — український футболіст, захисник футбольного клубу «Буковина». Колишній гравець юнацької збірної України U-18 і студентської збірної України.

## Життєпис
Почав займатися футболом у 10 років у філіалі академії донецького «Шахтаря» у Макіївці, перший тренер — Микола Таранов. Улітку 2009 року перейшов до ДЮСШ донецького «Олімпіка». В 2011 році потратив до молодіжної академії «Шахтаря». У футболці «гірників» з 2012 по 2014 рік виступав у юнацькому чемпіонаті України (36 матчів, 1 гол), а з 2014 по 2016 рік — у молодіжному чемпіонаті (42 матчі, 1 гол). Весною 2016 року долучався до тренувального процесу з першою командою під керівництвом Мірчі Луческу.
У середині березня 2017 року підписав 2-річний контракт з київським клубом «Оболонь-Бровар». У футболці «пивоварів» дебютував 18 березня 2017 року в програному (0:1) домашньому поєдинку 21-го туру Першої ліги проти «Полтави». Микита вийшов на поле в стартовому складі та відіграв увесь матч, а на 58-й хвилині отримав жовту картку. Дебютним голом за київський колектив відзначився 1 червня 2017 року на 52-й хвилині переможного (1:0) домашнього поєдинку 34-го туру Першої ліги проти стрийської «Скали». Безуглий вийшов на поле в стартовому складі та відіграв увесь матч. Восени 2018 року продовжив співпрацю з футбольним клубом «Оболонь-Бровар» на умовах 1+1. Усього до кінця 2021 року в складі київського клубу, який у вересні 2020 року змінив назву на «Оболонь», Безуглий провів 107 матчів і відзначився шістьма голами у Першій лізі, ще 4 гри зіграв у Кубку України.
З січня 2022 по серпень 2024 року був гравцем харківського «Металіста 1925», в складі якого за цей час провів 52 матчі у всіх турнірах та записав до свого активу чотири забиті м'ячі та одну результативну передачу. На початку вересня 2024 року підписав контракт із першоліговим футбольним клубом «Буковина».

### Збірна України
У 2011—2012 роках викликався до лав юнацької збірної України U-18 під орудою Олександра Петракова. Брав участь у підготовчих зборах у Данії та в матчах меморіалу Вацлава Єжика в Чехії.
Виступав також у складі студентської збірної України. Зокрема, брав участь у Літній універсіаді, яка проводилась у Тайбеї з 18 по 29 серпня 2017 року. На цих змаганнях футболіст провів повністю всі 6 матчів (540 хвилин) української збірної, яка посіла на турнірі 7 місце з 16.